# Solms-laubachia platycarpa
Solms-laubachia platycarpa är en korsblommig växtart som först beskrevs av Joseph Dalton Hooker och Thomas Thomson, och fick sitt nu gällande namn av Viktor Petrovitj Botjantsev. Solms-laubachia platycarpa ingår i släktet Solms-laubachia och familjen korsblommiga växter. Inga underarter finns listade i Catalogue of Life.